# Silene tolmatchevii
Silene tolmatchevii är en nejlikväxtart som beskrevs av Gilbert François Bocquet. Silene tolmatchevii ingår i släktet glimmar, och familjen nejlikväxter. Inga underarter finns listade i Catalogue of Life.